# باچ
باچ (به فرانسوی: Baigts) یک کمون (فرانسه) در فرانسه است که در canton of Mugron واقع شده‌است. باچ ۱۱٫۶۴ کیلومتر مربع مساحت دارد.